# 右大將
右大将，是古代匈奴官号，與左大將相對，低於左大將，高於左大都尉，为二十四长之一。虚闾权渠单于立，以右大将女为大阏氏。
- 驹于利受

乌孙国也設置右大将，掌军事。《汉书·西域传下·乌孙国》：“相，大禄，左右大将二人，侯三人。”